# Puente Mocho (río Guadalimar)
El puente Mocho es un puente romano sobre el río Guadalimar, situado entre los términos municipales de Beas de Segura y Chiclana de Segura, ambos en la provincia de Jaén, en la comunidad autónoma de Andalucía (España).

## Descripción

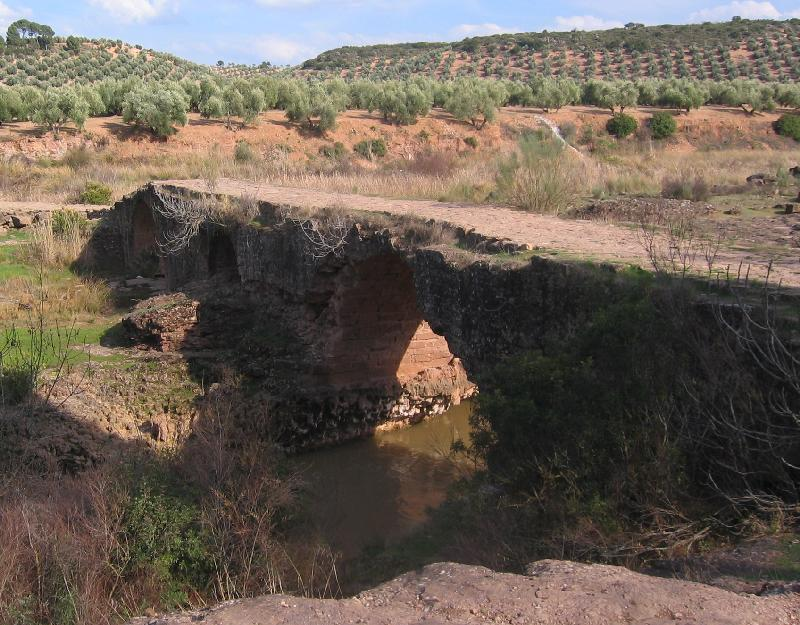
Vista parcial del puente.

Se trata de un gran puente (de cien metros de longitud) con seis arcos de medio punto realizado con cantería de sillares alternando con mampostería de piedra caliza como paramento externo. La caja está rellena de hormigón de cal y piedras, los sillares, más resistentes, han sido empleados en la construcción de los arcos y las boquillas, mientras que la mampostería, más débil, se emplea en las paredes laterales que conforman los tímpanos. Para su construcción se han aprovechado los recursos naturales que ofrece el cauce del río, las formaciones rocosas que afloran han sido utilizadas en algunos casos como cimientos y el hecho de que salve un cauce principal y otro secundario, con un islote de piedra en medio, le confiere a este puente un aspecto heterogéneo. La sensación visual que da, es la de ser dos puentes distintos unidos por una pasarela en la zona no inundable, es más, no sigue un eje lineal sino que tiene una inflexión en la zona central.
Pascual Madoz, en su Diccionario geográfico-estadístico-histórico de España y sus posesiones de Ultramar lo describe así:

«[...] Río Guadalimar, que se haya al oeste una legua de la población, en cuyo sitio tiene un puente bastante estropeado de cinco arcos de piedra de sillería de 200 pies de largo, 15 de ancho y 60 palmos de elevación, salvándolo muchas veces las aguas.»
Beas de Segura

«[...] sobre el Guadalimar hay un puente de cantería, casi destruido, que pertenece por mitad a esta villa y a la de Beas: tiene cuatro arcos, 75 varas de largo, 5 de ancho y siete de elevación desde el agua, que lo han cortado por medio y se pasa con trabajo, pero de ningún modo en las crecidas del río, pues por la cortadura se filtra mucha cubriendo las grandes riadas todo el puente.»
Chiclana de Segura

## Historia

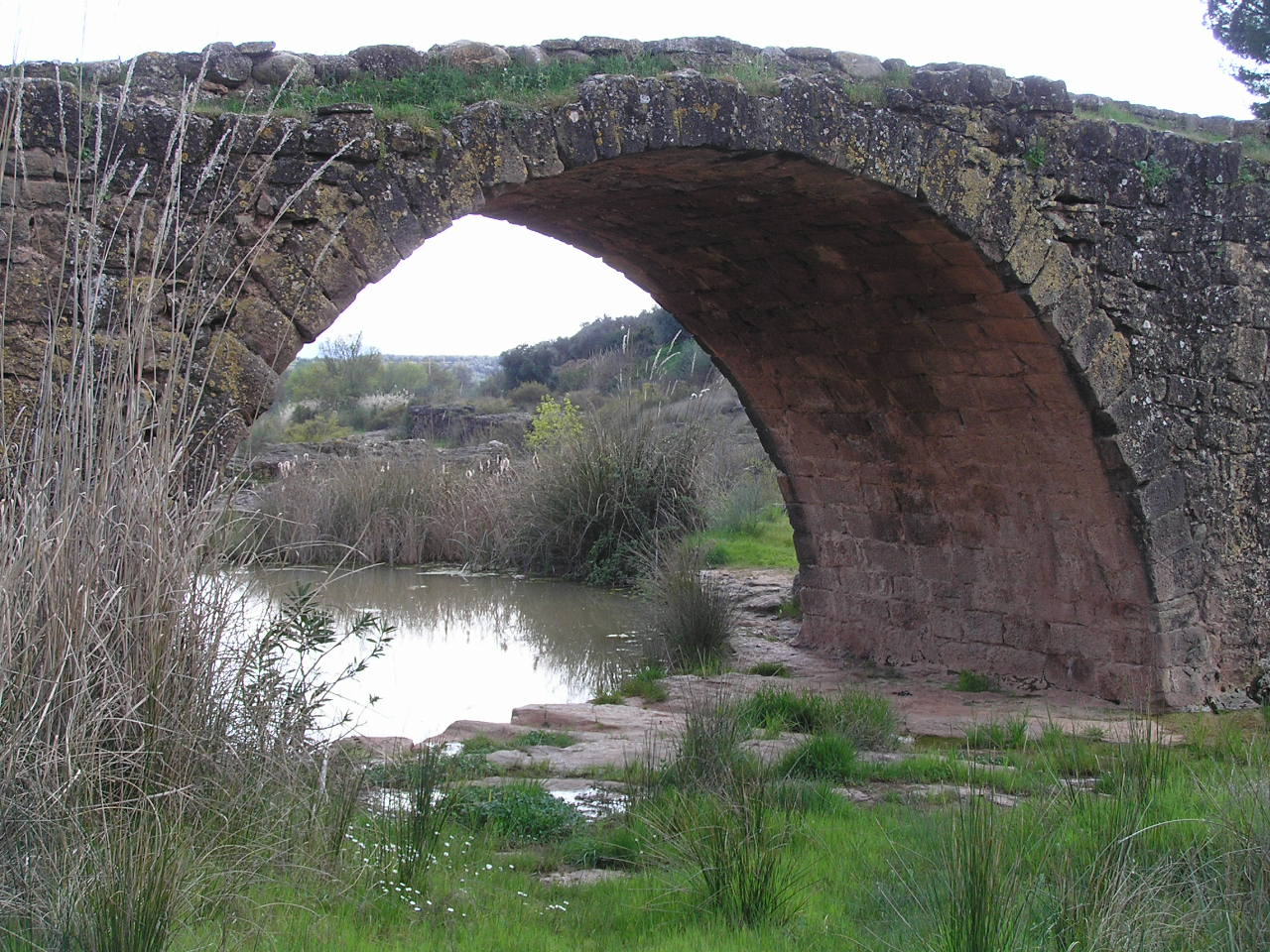
Uno de los ojos del puente.

Antes de la construcción del puente, ya hay constancia en la zona de restos arqueológicos correspondientes al Paleolítico Inferior, sirviendo el río de abrevadero para los animales de la época, y asimismo de cazadero para los pobladores.
Posteriormente en la etapa del Bronce, la zona del Puente Mocho se hace paso obligado para otras culturas, por la extracción y comercio de los minerales de Sierra Morena, por lo que empiezan a crearse vías de comunicación para sacar los minerales al exterior. No es hasta la época romana, cuando se arreglan las vías, y con ellas la construcción del Puente Mocho.

## Vías
Documentalmente no se tiene constancia de que pase ninguna vía principal por el Puente Mocho. Pero sí de una vía secundaria llamada "Camino de los Cartagineses" que venía aproximadamente de la Sierra de Segura, pasando por Camporredondo y el Campillo, y juntándose casi en Santisteban con la "vereda real". Se usaba y se sigue usando como paso para la trashumancia.